# Roderick the Last of the Goths

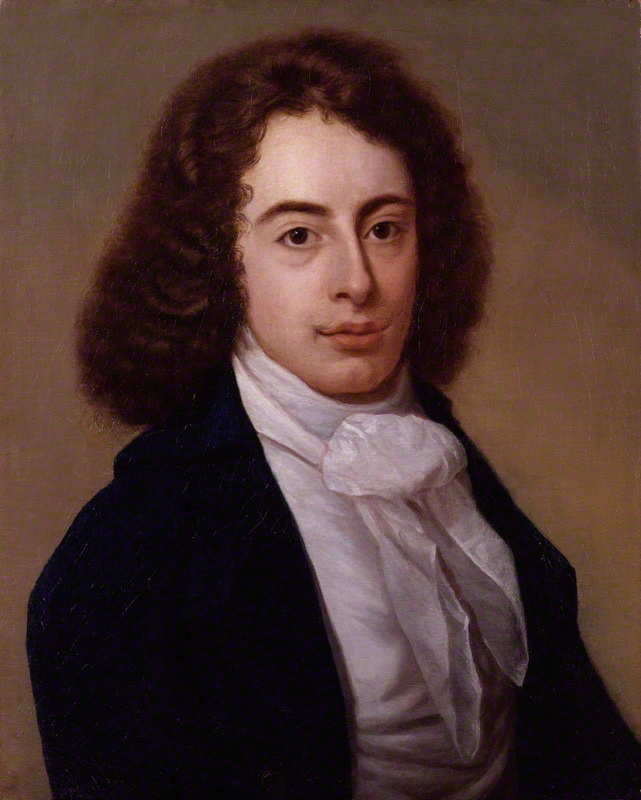
Pieter van Dyke, Portret Roberta Southeya

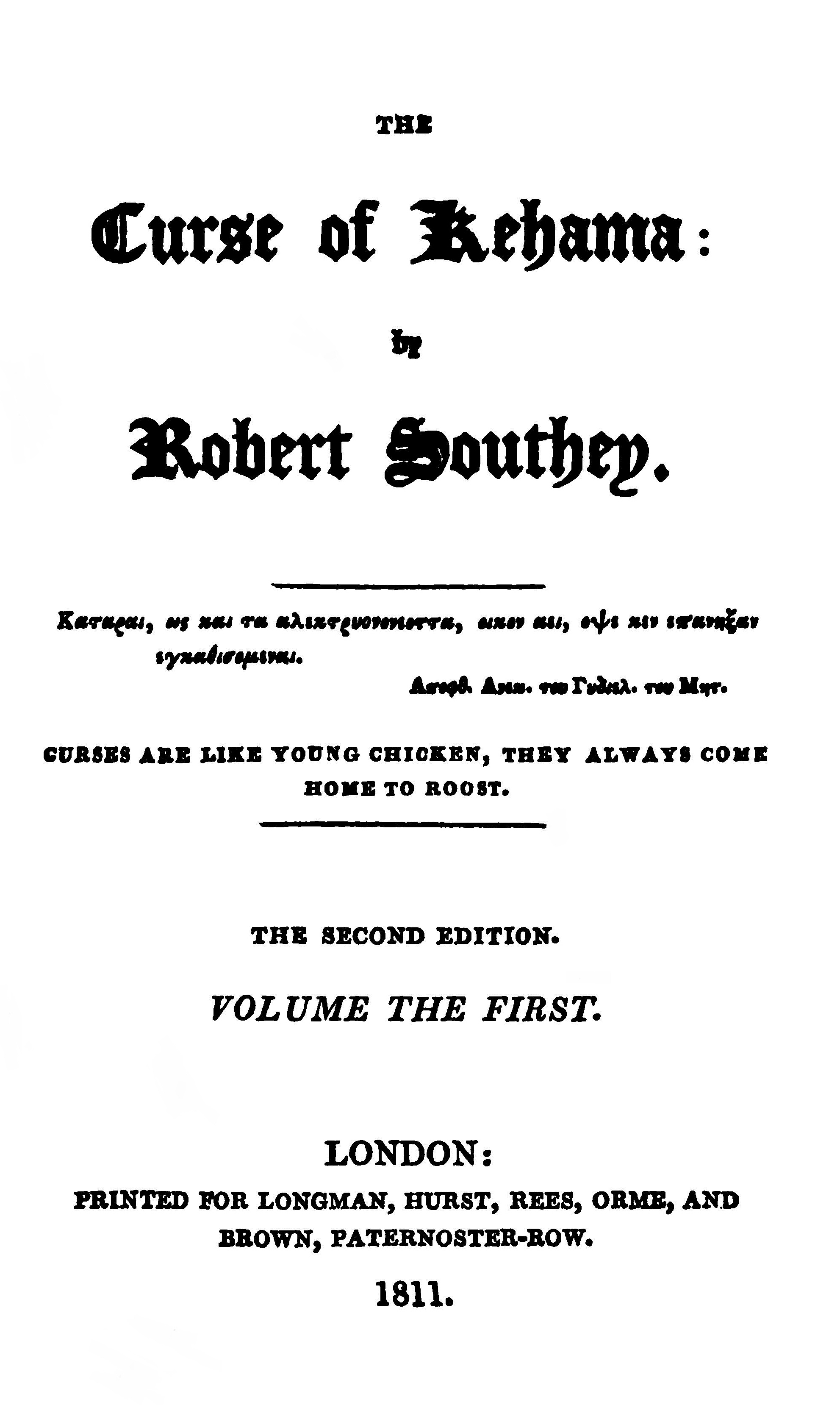
Robert Southey jest autorem wielu poematów epickich, osadzonych w egzotycznej scenerii, między innymi dzieł Thalaba the Destroyer, Madoc i The Curse of Kehama

Roderick the Last of the Goths – poemat epicki Roberta Southeya, opublikowany w 1814. Utwór składa się z dwudziestu pięciu pieśni. Został napisany wierszem białym (blank verse, czyli nierymowanym pentametrem jambicznym. Ten rodzaj wiersza już w czasach Roberta Southeya legitymował się dwuipółsetletnią tradycją w literaturze angielskiej. Do epiki wprowadził go w I połowie XVI wieku Henry Howard, hrabia Surrey, tłumacząc fragmenty z Eneidy Wergiliusza. Niedługo później Thomas Norton i Thomas Sackville zastosowali go w dramacie, pisząc tragedię Gorboduc, wystawioną w 1561. Odtąd blank verse był podstawowym metrum dramaturgii elżbietańskiej. Stosowali go Thomas Kyd, Christopher Marlowe i William Szekspir. Od kiedy John Milton użył wiersza białego w Raju utraconym, nierymowany pięciostopowy jamb opanował największą angielską epikę. 
Long had the crimes of Spain cried out to Heaven; 

At length the measure of offence was full. 

Count Julian call'd the invaders ; not because 

Inhuman priests with unoffending blood 

Had stain'd their country ; not because a yoke 

Of iron servitude oppress'd and gall'd 

The children of the soil ; a private wrong 

Roused the remorseless Baron. Mad to wreak 

His vengeance for his violated child 

On Roderick's head, in evil hour for Spain, 

For that unhappy daughter and himself, 

Desperate apostate... on the Moors he call'd;
Akcja poematu toczy się ww wczesnośredniowiecznej Hiszpanii. Jego głównym bohaterem jest Roderick, ostatni król Wizygotów z VIII wieku. Władca ten zginął w bitwie z muzułmańskimi Maurami w 711.
Utwór Southeya został przedstawiony polskim czytelnikom niedługo po jego powstaniu w Gazecie Literackiej.